# Chirostoma promelas
Nombre común en español es charal boca negra.

## Descripción de la especie
Alcanza longitudes máximas de 230 mm y entre los pescados blancos es la especie de menor talla. El cuerpo es alargado y esbelto, la altura máxima y la longitud cefálica caben 5,4 y 3,5 veces en la longitud patrón. El hocico es moderadamente grande y con el extremo agudo, la mandíbula inferior está incluida por la superior, de tal manera que el pliegue del labio inferior queda cubierto por el del labio superior. Diámetro ocular 5,5 veces y distancia interorbital 4 a 4,5 veces en la
longitud cefálica. Primera aleta dorsal con 4 a 6 espinas y la segunda con 1 espina y 11 a 13 radios; la anal con 1 espina y 19 a 20 radios. Las escamas de la línea lateral son de márgenes lacinados y poseen canales, hay de 50 a 53 escamas en una serie longitudinal y 8 a 9 entre las dos dorsales (Álvarez, 1970; Barbour, 1973). El nombre común de la especie hace  referencia a la coloración típica del extremo anterior del hocico.

## Distribución
Actual
MEXICO
JALISCO
Lago de Chapala y río Grande de Santiago, en Poncitlán, Jalisco (Álvarez, 1970; Barbour,
1973).
CHAPALA
Lago de Chapala

## Ambiente

### Hábitat
Aunque su presencia se refiere al lago de Chapala y porción cercana del río Santiago, no existe
información específica sobre los sitios particulares que habita y por lo mismo se carece de datos
ambientales de estos. Sin embargo, se ha observado que se le encuentra con mayor frecuencia
cerca de los ranchos charaleros que se hallan en distintos puntos del litoral del lago, lo que se
relaciona con sus hábitos alimentarios, de la misma forma y por las mismas razones es común en
lugares con vegetación acuática sumergida.

### Situación actual del hábitat con respecto a las necesidades de la especie
Las amplias variaciones en el volumen de agua del lago de Chapala han provocado la disminución de
la profundidad promedio y con ello pérdida de hábitat para estos peces que se desplazan en busca
del alimento a lo largo de la columna de agua (Guzmán-Arroyo y Ortíz-Martínez, 1995); además,
dichas variaciones han ocasionado la reducción de las zonas someras donde, como en todas las
especies del género, se lleva a cabo la reproducción. A ello hay que sumarle el deterioro ecológico
generalizado del ecosistema (Arreguí, 1979).

### Tipo de ambiente
Lago y río.

## Historia natural de la especie

### Antecedentes del estado de la especie o de las poblaciones principales
A excepción del conocimiento general que se tiene sobre la diversidad íctica del lago de Chapala y
por tanto de las especies asociadas a C. promelas, no se conoce de antecedente particular alguno
sobre este taxón.

### Relevancia de la especie
Entre los pescados blancos que viven en el lago de Chapala, C. promelas tiene buena aceptación
para su consumo por las poblaciones ribereñas; sin embargo, es considerado como pescado de
segunda categoría por ser más pequeño y porque su carne tiene mayor contenido graso, razón por
la cual no está sujeto a un esfuerzo pesquero intensivo como es el caso de las otras especies
(Torres-Villegas, 1978).

### Proporción sexual
En esta especie es de 1:0,75, favoreciendo a las hembras (Paulo-Maya, 2000).

### Fecundidad
De 15 000 a 20 000 huevos por gónada en hembras de 300 g (Torres-Villegas, 1978).

### Reproducción
Alcanza la madurez sexual a los dos años de edad. La temporada de reproducción transcurre
durante la primavera y verano, en las orillas del lago donde el oleaje es ligero, el fondo arenoso o de
grava, profundidades de 1 a 1.5 m y los huevos son depositados sobre algas filamentosas o raíces
de sauces (Salix sp) (Paulo-Maya, 2000).

### Dimorfismo sexual
No hay características que permitan distinguir a los sexos de manera externa.

## Alimentación
Se le considera como un carnívoro estricto, si bien su dieta tiene cambios con el desarrollo
ontogénico. Cuando es juvenil (hasta 100 mm LP) su dieta prácticamente es a base de cladóceros,
entre los 100 y 150 mm LP ingiere cladóceros, larvas de Chirostoma spp y de Poeciliopsis infans, en
esta etapa es frecuente observar a ejemplares del charal bocanegra alimentándose de huevos de
otras especies del mismo género, que se hallan depositados sobre plantas acuáticas cercanas a las
orillas del lago; en cambio, los adultos se alimentan exclusivamente de juveniles congenéricos y en
este caso cabe la posibilidad de que exista canibalismo (Torres-Villegas, 1978).

## Factores de riesgo
La disminución de las poblaciones de esta especie ha sido principalmente causada por la
modificación del hábitat, el deterioro ecológico y la demanda ejercida por los lugareños sobre este
5
recurso (Arreguí, 1979); estos factores se ha conjuntado con la infestación del lirio acuático
(Eichornia crassipes), lo que ha resultado en una declinación de la abundancia del charal boca negra
y a que deba ser considerado como una especie amenazada (Lyons et al, 1998).
NOM-059-ECOL-2001
A amenazada